# Курка моамбе
Курка моамбе (фр. poulet à la moambe, или poulet moambe, порт. moamba de galinha) — куряча страва, популярна в Центральній Африки, вважається національною стравою Анголи та Демократичної Республіки Конго. Моамбе — соус з оплодня пальмових горіхів і пальмової олії. Він є важливим інгредієнтом рагу та соусів в африканській кухні.
Страва готується з курки, спецій і пальмової олії, щоб отримати консистенцію, що нагадує стью. У Конго та Центральній Африці існує низка місцевих або регіональних варіацій; страва відома і поза континентом.

## Приготування
Пуле моамбе (по-французьки «курка в соусі з пальмової олії») готується шляхом тушкування курки в моамбі (пальмовій олії) та шпинаті, а потім приправляється такими спеціями, як пірі-пірі або червоний перець. Зазвичай її подають з солодкою картоплею, коричневою цибулею, яйцями звареними круто і соусом з подрібнених пальмових горіхів.. До курки моамбе також можна додати рис або пасту з маніоки. Курку можна замінити качкою чи рибою.

## Популярність
Курка моамбе вважаються національною стравою в Демократичній Республіці Конго. Це також вважається національною стравою Габона, де вона відома як poulet nyembwe, і в Анголі, де вона відома як moamba de galinha, хоча ангольська страва має «чисто бразильське» походження. Це звичайна домашня страва в Бельгії. Курку моамба по-ангольськи можна знайти в Португалії.